# Tunturivaara
Tunturivaara är en kulle i Finland.   Den ligger i den ekonomiska regionen  Östra Lapplands ekonomiska region  och landskapet Lappland, i den norra delen av landet, 800 km norr om huvudstaden Helsingfors. Toppen på Tunturivaara är 371 meter över havet.
Terrängen runt Tunturivaara är huvudsakligen platt. Trakten runt Tunturivaara är nära nog obefolkad, med mindre än två invånare per kvadratkilometer. Det finns inga samhällen i närheten. 